# Джим Вінклер
Джеймс В́інклер — президент і генеральний секретар Національної ради церков у США. Як президент і генеральний секретар, він виступає від Ради, працює з персоналом, членами правління, християнськими та міжконфесійними лідерами і відповідає за забезпечення керівництва та управління щоденними справами та операціями. До роботи з Національною радою церков він обіймав посаду генерального секретаря Об’єднаної методистської генеральної ради Церкви та суспільства.
Навчався  в Іллінойському університеті, де спеціалізувався з історії Африки. Здобув ступінь магістра з історії Америки в Університеті Джорджа Мейсона. Має ступінь почесного доктора богослов'я, присуджений Клермонтською юогословською школою. У другій половині 2010-х років мешкав у Александрії в штаті Вірджинія. Одружений з офісною менеджеркою Мішель Телло (англ. Michelle Tello), з якою мають 3 дітей.
Національна рада церков оголосила 26 січня 2022 року, що Джим Вінклер, її генеральний секретар і президент з 2013 року, залишає свій пост. Протягом останніх років (2021) Вінклер також зробив боротьбу з расизмом основним аспектом своєї роботи. У 2018 році, на 50-ту річницю вбивства преподобного Мартіна Лютера Кінга-молодшого, NCC провів один зі своїх найбільших заходів, зібравши тисячі людей на марш від Меморіалу короля до Капітолія США.

## Зовнішні посилання
- http://nationalcouncilofchurches.us/about/staff.php [Архівовано 27 жовтня 2021 у Wayback Machine.]
- Джеймс Е. Вінклер, голова Об'єднаної методистської агенції, обраний генеральним секретарем/президентом NCC [Архівовано 27 жовтня 2021 у Wayback Machine.]
- Біографія Об'єднаного методистського кабінету публічної інформації [Архівовано 2 липня 2014 у Archive.is]